# Besoarantilop
Besoarantilop (Antilope cervicapra) är en art i familjen slidhornsdjur i däggdjursordningen partåiga hovdjur. I Sverige kan man beskåda besoarantiloper från Safarilinbanan på Kolmårdens djurpark, i Furuviksparken samt i Ystad Djurpark.

## Kännetecken
Besoarantilopen är en ganska robust byggd antilop, men den är mycket smidig och kan liksom andra antiloper både springa snabbt och hoppa relativt högt. Från och med tre års ålder får hanen en mörk nyans på pälsen på ovansidan av kroppen, över rygg, hals och skuldror samt på benens utsidor. Resten av benen, liksom undersidan av buken, halsen och hakan är ljus och hanen har också en vit fläck runt ögat. Två spiralvridna horn som kan bli upp till 60 centimeter långa kröner huvudet. Honan har en liknande vit fläck runt ögat och liknande ljusa teckningar som hanen, men pälsen på ryggen är inte så mörk utan har en ljusare gulbrun färg och hon har heller inte några horn.
Kroppslängden (huvud och bål) ligger vid 120 centimeter, mankhöjden mellan 74 och 84 centimeter samt vikten mellan 32 och 43 kilogram.

## Utbredning
Arten förekommer naturligt främst i Indien, men vilda besoarantiloper finns också i delar av Nepal. Populationerna i Pakistan och Bangladesh är utdöda. Den har införts och hålls för jakt på farmer i Texas, Argentina och södra Australien. I flera länder kan besoarantilopen också beskådas i djurparker.

## Levnadssätt
Besoarantilopen lever som de flesta antiloper i flockar, som vanligtvis består av mellan femton och tjugo djur. I det vilda förekommer den främst i områden som har karaktären av halvöken. Den äter framförallt gräs, men också blad, knoppar och blommor från olika buskar och en del frukter.
Arten är dagaktiv under den kyliga årstiden men under sommaren är den aktiv under gryningen samt skymningen.

### Fortplantning
Hos arten förekommer två parningstider. Den första mellan mars och april och den andra mellan augusti och oktober. Besoarantilopens hane markerar under parningstiden ett revir. Honor vandrar mellan olika hanars revir och den hane som kan försvara det bästa reviret med avseende på föda och skydd får också tillfälle att para sig med flest honor. En kalv föds ungefär fem månader senare. Ungen diar sin mor cirka två månader. Honor blir efter ungefär 1,5 år könsmogna.

## Besoarantilopen och människor
Jakt på besoarantilopen blev laglig förbjuden i Indien men innan var arten ett omtyckt jaktbyte för välställda personer. Flera hundra exemplar hölls bakom staket. Hannarna utbildades för strider mot varandra för åskådarnas nöje och sårade individer fick sedan medicinsk vård. Några honor mjölkades men troligen utan ekonomiskt betydelse.

### Status
Före 1800-talet fanns det mängder av besoarantilop på norra Indiens slätter, men efter nästan två århundradens jakt upptäckte man i mitten på 1900-talet att bestånden hade minskat drastiskt. 1972 fredades besoarantilopen enligt indisk lagstiftning. Besoarantilopen klassades 1994 som sårbar av IUCN och 2003 som nära hotad. Sedan 2017 klassas den som livskraftig. Idag är det största hotet mot arten förlust av dess livsmiljöer.
Arten förekommer i flera olika skyddsområden. I regioner med intilliggande odlingsmark betraktas besoarantilopen av bönder som skadedjur. Några exemplar faller offer för tjuvjakt.